# 7536-os mellékút (Magyarország)
A 7536-os számú mellékút egy közel 35 kilométer hosszú, négy számjegyű országos közút Zala vármegyében. Letenye és Zalaegerszeg térségét kapcsolja össze, ami által a vármegye középső részében az egyik legfontosabb alsóbbrendű útnak tekinthető.

## Nyomvonala
A 7-es főútból ágazik ki, annak 222,400-as kilométerszelvénye közelében, Becsehely keleti külterületén, észak-északnyugat felé. Az ellenkező irányba ugyanonnan ágazik ki a 70 540-es számú út, amely az M7-es autópálya becsehelyi csomópontjával kapcsolja össze ezt a kereszteződést. 1,8 kilométer után ágazik ki belőle észak felé a 75 136-os út, ez a zsákfalunak tekinthető Valkonya községbe vezet. 4,2 kilométer után ér az út Borsfa területére, a község belterületét 5,3 kilométer után éri el – az ottani neve előbb Kossuth út, majd Zrínyi út. A központjában, 7,9 kilométer után ágazik ki belőle északnyugat felé a 7537-es út, az aránylag hegyes szögű csatlakozás miatt delta csomóponttal; a delta északi ága önállóan számozódik, 75 604-es számmal.
8,5 kilométer megtételét követően az út elhagyja Borsfa házait, ugyanott ki is lép a közigazgatási területéről és átlép Bánokszentgyörgy területére. 9,5 kilométerének elérése előtt kanyarodnak az út mellé kelet felől a Csömödéri Állami Erdei Vasút itteni szárnyvonalának vágányai, innentől kezdve bő egy kilométeren át a sínek az út mentén, annak keleti oldalán haladnak. 10,7 kilométer után keresztezi az utat a vasút, utóbbi nyomvonala ezt követően eltávolodik, nyugati irányban. A 10,750-es kilométerszelvénye táján az út keresztezi az Alsó-Válicka folyását, és pár lépéssel ezután be is ér Bánokszentgyörgy házai közé, a Kossuth Lajos utca nevet felvéve.
A település Szent Györgyről elnevezett temploma mellett, a 11,150-es kilométerszelvényénél kiágazik belőle délkelet felé a 75 137-es út, a zsákfalunak tekinthető Oltárcra, mintegy százötven méterrel arrébb pedig a 75 138-as út nyugatnak, az ugyancsak zsákfalu Várföldére. 12,6 kilométer után lép ki teljesen a település házai közül, de csak további másfél kilométerrel északabbra lépi át a következő, útjába eső község, Szentliszló határát.
Szentliszló területén a korábbinál keletebbi irányt vesz, északkelet felé halad akkor is, amikor beér a község házai közé, 15,7 kilométer megtétele után. Alig százötven méterrel arrébb beletorkollik kelet felől a 7534-es út, itt északabbnak fordul, de szinte azonnal el is hagyja a település belterületét. 17,3 kilométer után már a következő településre, Pusztamagyaródra ér, a község házait 18,2 kilométer után éri el és 19,3 kilométer táján lép ki onnan.
A következő település Pusztaszentlászló, ennek határát a 21,150-es kilométerszelvényénél lépi át. A 22. kilométere táján halad el Válickapuszta településrész és a hozzá tartozó, tekintélyes méretű baromfitartó telep mellett; a településrész nevezetessége a Püspöky-kúria, a hozzá tartozó kis templommal és legyesbényi Püspöky Grácián 1848-49-es szabadsághős emlékhelyével. Itt az út kelet-északkelet irányába fordul, ezt az irányt követve lép be Pusztaszentlászló lakott területére is, 22,7 kilométer után. Mintegy hatszáz méterrel arrébb, 23,3 kilométer után, a község központjában fordul az út iránya újra északra, neve a belterületi szakasz legnagyobb részén Kossuth Lajos utca, csak a község északi szélén veszi fel a Söjtöri utca nevet. 24,7 kilométer után lép ki a község házai közül és néhány méterrel a 25. kilométere előtt érkezik Söjtör területére.
Söjtör első házait 25,8 kilométer megtétele után éri el, a neve ott Deák Ferenc utca. Északi irányától egy idő után kicsit keletebbnek fordul, így torkollik bele, 26,9 kilométer után a 7535-ös út, délkelet felől. Áthalad a település központján, majd 27,7 kilométer után egy újabb elágazása következik: itt a 7544-es út ágazik ki belőle nyugat felé. 29,6 kilométer körül lép csak ki a település lakott területéről, és még több mint 3,5 kilométeren keresztül ezután is söjtöri külterületen húzódik. 33,2 kilométer után éri el Söjtör, Bak és Pölöske hármashatárát, ettől kezdve a két utóbbi település határvonalát kíséri. Csak az utolsó, szűk 400 méterére lép teljesen Bak területére, ahol a 75-ös főútba torkollva ér véget, annak 34,200-as kilométerszelvénye közelében.
Teljes hossza, az országos közutak térképes nyilvántartását szolgáló kira.gov.hu adatbázisa szerint 34,212 kilométer.

## Települések az út mentén
- Becsehely
- Borsfa
- Bánokszentgyörgy
- Szentliszló
- Pusztamagyaród
- Pusztaszentlászló
- Söjtör
- (Pölöske)
- Bak